# Dicotylichthys punctulatus
Dicotylichthys punctulatus is een straalvinnige vissensoort uit de familie van egelvissen (Diodontidae). De wetenschappelijke naam van de soort is voor het eerst geldig gepubliceerd in 1855 door Johann Jakob Kaup.